# بريندا كوبر
بريندا كوبر (بالإنجليزية: Brenda Cooper)‏ هي كاتبة خيال علمي أمريكية، ولدت في 12 أغسطس 1960 في إنسينو ‏ في الولايات المتحدة.